# Parque Nacional de Toubkal
O Parque Nacional de Toubkal (em árabe: متنزه توبقال الوطني; em francês: Parc national de Toubkal) é uma área protegida do Marrocos. Situada 70 km a sul de Marraquexe, fica na parte central do Alto Atlas, entre os vales do N'Fiss a ocidente e o de Ourika a oriente.
O parque tem o nome do Jbel Toubkal, com 4 167 m de altitude, é a montanha mais alta da cordilheira do Atlas e do Norte de África. O parque ocupa uma área de 38 000 hectares e foi criado em 1942. Tem uma excecional diversidade biológica, marcada pelos bosques de azinheiras. Planaltos e escarpas alternam com gargantas estreitas onde correm rios de águas cristalinas, como o N'Fiss, o Ourika, o Rherhaya e, no flanco meridional, o Suz, que asseguram a irrigação das terras mais baixas. Além dos bosques de azinheiras, há florestas de cedros. Entre as espécies animais contam-se od muflões e as aves de rapina, como a águia-real, águia-pequena, águia-de-bonelli e águia-cobreira.